# Oncoïde
Un oncoïde  (A. Heim, 1916; du grec onkos, nodule ou tumeur) est un nodule arrondi, le plus souvent calcaire, d’une taille allant du mm au cm, composé d’un noyau et de fines couches laminaires entourant concentriquement le noyau. Le noyau peut être composé d’un grain de calcaire ou d’autres roches ou encore de débris de coquillages. Au contraire des ooïdes, les couches laminaires sont irrégulières, elles peuvent se chevaucher et ne sont pas sphériques.

## Genèse
Les couches laminaires sont le produit de l’adhésion de grains très fins (encroûtement) sur une surface mucilagineuse d’un tapis alguaire ou microbien recouvrant le noyau. Ils peuvent aussi être provoqués par la précipitation de carbonate de calcium dû à l’utilisation de CO2 par les bactéries ou les algues pendant la photosynthèse. C'est un mode de formation proche de celui des stromatolites.
Actuellement, les scientifiques pensent que se sont majoritairement les cyanobactéries qui sont impliquées dans la formation des oncoïdes, mais d’autres bactéries, des algues, des diatomées, des bryozoaires et des foraminifères encroûtants peuvent aussi être impliqués.

## Milieu de dépôts
Les oncoïdes ont besoin de courants et de mouvements pour être régulièrement retournés et pouvoir s’accroître. On les trouvera donc dans des lacs, des rivières, des karsts et dans le domaine marin touché par l’action des vagues, le plus souvent à des profondeurs d’eau de quelques mètres, mais aussi jusqu’à 50 m de profondeur.
Une roche formée à plus de 50 % d’oncoïdes s’appelle une oncolite.

Une roche contenant 10 à 49 % d'oncoïdes s'appelle un calcaire oncoïdal.
Remarque : la littérature scientifique des années 1970-1980 a abondamment utilisé oncolite pour oncoïde. Le mélange des termes se retrouve encore parfois dans la littérature scientifique et de vulgarisation d’aujourd’hui.